# Bitwa na Morzu Bismarcka
Bitwa na Morzu Bismarcka – starcie na wodach południowo-zachodniego Pacyfiku w czasie II wojny światowej, w czasie którego samoloty 5. Floty USAAF wraz z samolotami RAAF zaatakowały konwój transportujący wojska japońskie do portu Lae na Nowej Gwinei. Większość celów została w czasie bitwy zniszczona, a Cesarska Armia Japońska poniosła znaczne straty.

## Przyczyny starcia
23 grudnia 1942 roku naczelne dowództwo japońskie postanowiło przerzucić około 105 tysięcy żołnierzy z Chin i Japonii do Lae na Nowej Gwinei w celu wzmocnienia tamtejszego garnizonu. Miało to pozwolić siłom japońskim na odzyskanie stanu posiadania na południu po niepowodzeniach w czasie walk o Guadalcanal, skąd musiały się ostatecznie ewakuować dwa tygodnie później. Wojska były teraz potrzebne pod Lae, gdzie spodziewano się alianckiego kontrnatarcia celem odblokowania australijskiego garnizonu w Wau, który odpierał ataki japońskie zaopatrywany wyłącznie drogą powietrzną.
Przerzucenie takich sił było wielkim wyzwaniem dla japońskiej marynarki, ale dowództwo floty uznało to za niezbędne z punktu widzenia sytuacji militarnej. Z końcem lutego 1943 roku dwie Dywizje (20. i 41.) zostały bezpiecznie przetransportowane do Wewak na Nowej Gwinei.
Kolejna, 51 Dywizja Piechoty, dotarła do Rabaulu na przełomie grudnia 1942 i stycznia 1943 roku z przeznaczeniem do wzmocnienia sił japońskich biorących udział w walkach o Guadalcanal. Jednak – wobec wycofania wojsk japońskich z wyspy – gen. Hitoshi Imamura zadecydował o skierowaniu 51. Dywizji do Lae. Planowana operacja była bardzo ryzykowna ze względu na alianckie panowanie w powietrzu w tym rejonie, a szczególnie w okolicach cieśniny Witiaz, przez którą statki z wojskiem musiały przepłynąć.
28 lutego w Zatoce Simpsona w Rabaulu sformowany został konwój składający się z 8 niszczycieli i 8 statków transportowych; ich osłonę miało zapewniać około 100 myśliwców. Dowódca 51. Dywizji, generał-porucznik Hidemitsu Nakano, znajdował się na pokładzie niszczyciela „Yukikaze”, podczas gdy kontradmirał Masatomi Kimura, dowódca 3. Dywizjonu Niszczycieli, zajął stanowisko na pomoście niszczyciela "Shirayuki".
Rozmieszczone w bazach na Nowej Gwinei lotnictwo alianckie, dowodzone przez gen. George'a Kenneya, było przygotowane na taką ewentualność. Załogi specjalnie przygotowanych do tego celu samolotów USAAF B-25 Mitchell i RAAF Bristol Beaufighter od dłuższego już czasu ćwiczyły ataki na cele nawodne. Załogi mitchelli opracowały nową metodę ataku zwaną "bombardowaniem z odbicia": lecąc zaledwie kilkadziesiąt metrów nad lustrem wody samoloty mogły zwalniać bomby (z opóźnionymi o kilka sekund zapalnikami) w odległości 60–90 m od celu; bomby nie wybuchały w zderzeniu z powierzchnią wody, lecz rykoszetowały, eksplodując u burty atakowanego statku, pod nim, a nawet nad pokładem. Co więcej generał Kenney kazał „wyciągnąć bombardiera i wszystko co się da z nosa” amerykańskich B-25 i zainstalować tam osiem karabinów maszynowych kal. 12,7 mm.

## Przebieg bitwy

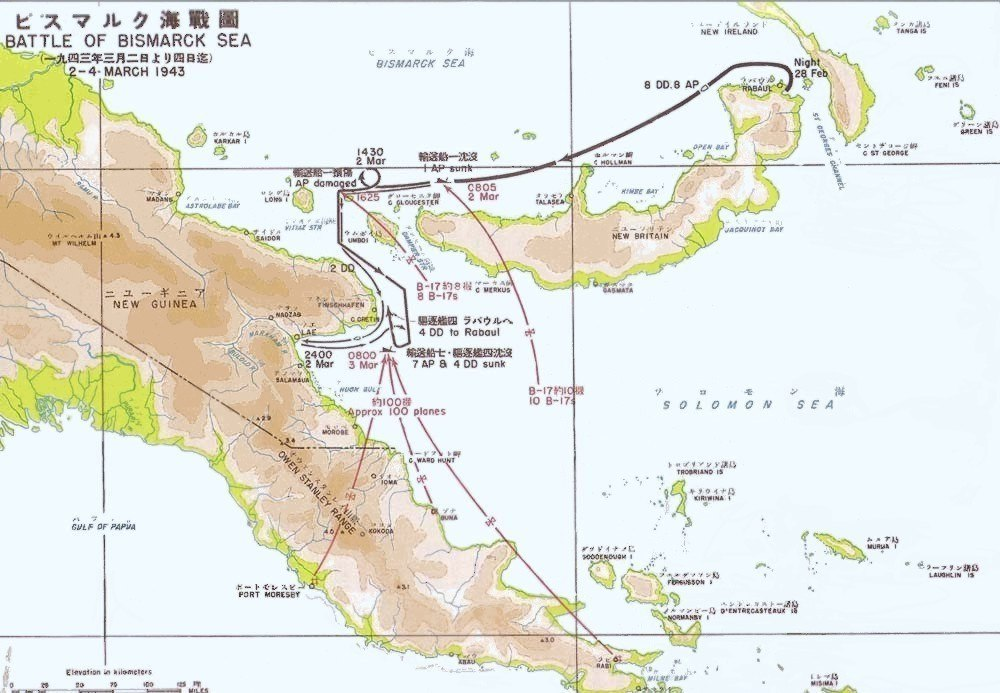
Mapa ukazująca przebieg bitwy

Poruszający się z małą prędkością 8 węzłów konwój unikał przez kilka pierwszych dni wykrycia, bowiem morza Salomona i Bismarcka znalazły się w dniach 27 lutego – 1 marca pod uderzeniem gwałtownego tropikalnego sztormu. Jednak 1 marca ok. 15:00 załoga patrolującego bombowca B-24 Liberator "Cow Town's Revenge", pilotowanego przez por. Waltera E. Higginsa, dostrzegła statki japońskie na wysokości przylądka Hollman. Amerykańskie ciężkie bombowce zostały natychmiast wysłane w to miejsce, ale celu nie znalazły. Wieczorem tego samego dnia inny liberator, lecący w chmurach na wysokości około 500 m, został ostrzelany przez artylerię przeciwlotniczą, zrzucił 4 bomby, ale konwoju nie dostrzegł.
2 marca o 10:00 kolejny liberator odszukał konwój, a bezchmurne tym razem niebo pozwoliło na przeprowadzenie ataku przez kilkanaście bombowców B-17, które zatopiły – według meldunków załóg – 3 statki, ale w rzeczywistości zatonął jedynie transportowiec "Kyokusei Maru", wyładowany paliwami i amunicją. Zgodnie z japońskimi przekazami zatonął o 10:22 (9:22 czasu tokijskiego). Jeden B-17 został tak poważnie uszkodzony przez startujące z lotnisk na Nowej Brytanii myśliwce Mitsubishi Zero, że załoga musiała ratować się, skacząc na spadochronach. Japońscy piloci ostrzelali i zabili kilku członków załogi w powietrzu, innych atakowali po wylądowaniu w wodzie. Miało to mieć konsekwencje w przyszłości.
Spośród 1500 żołnierzy, przewożonych przez "Kyokusei Maru", około 800 zostało wyłowionych z morza przez niszczyciele „Yukikaze” i "Asagumo". Niszczyciele te, znacznie szybsze od konwoju, którego prędkość musiała być dostosowana do najwolniejszej jednostki, wyłamały się z szyku, by dostarczyć ocalonych żołnierzy do portu w Lae, po czym następnego dnia wróciły do eskortowania konwoju. Podczas ich nieobecności, pod wieczór 2 marca, konwój został zaatakowany ponownie, ale tylko 1 transportowiec został lekko uszkodzony.
Wodnosamoloty PBY Catalina z 11. Dywizjonu RAAF obserwowały i od czasu do czasu bombardowały konwój nocą, a 3 marca o 3:25, gdy statki znalazły się w zasięgu samolotów z lotniska w Milne Bay, wystartowały samoloty torpedowe Bristol Beaufort z 100. Dywizjonu RAAF. Zła pogoda sprawiła, że tylko 2 odnalazły nieprzyjacielskie statki, a i one nie uzyskały trafień.

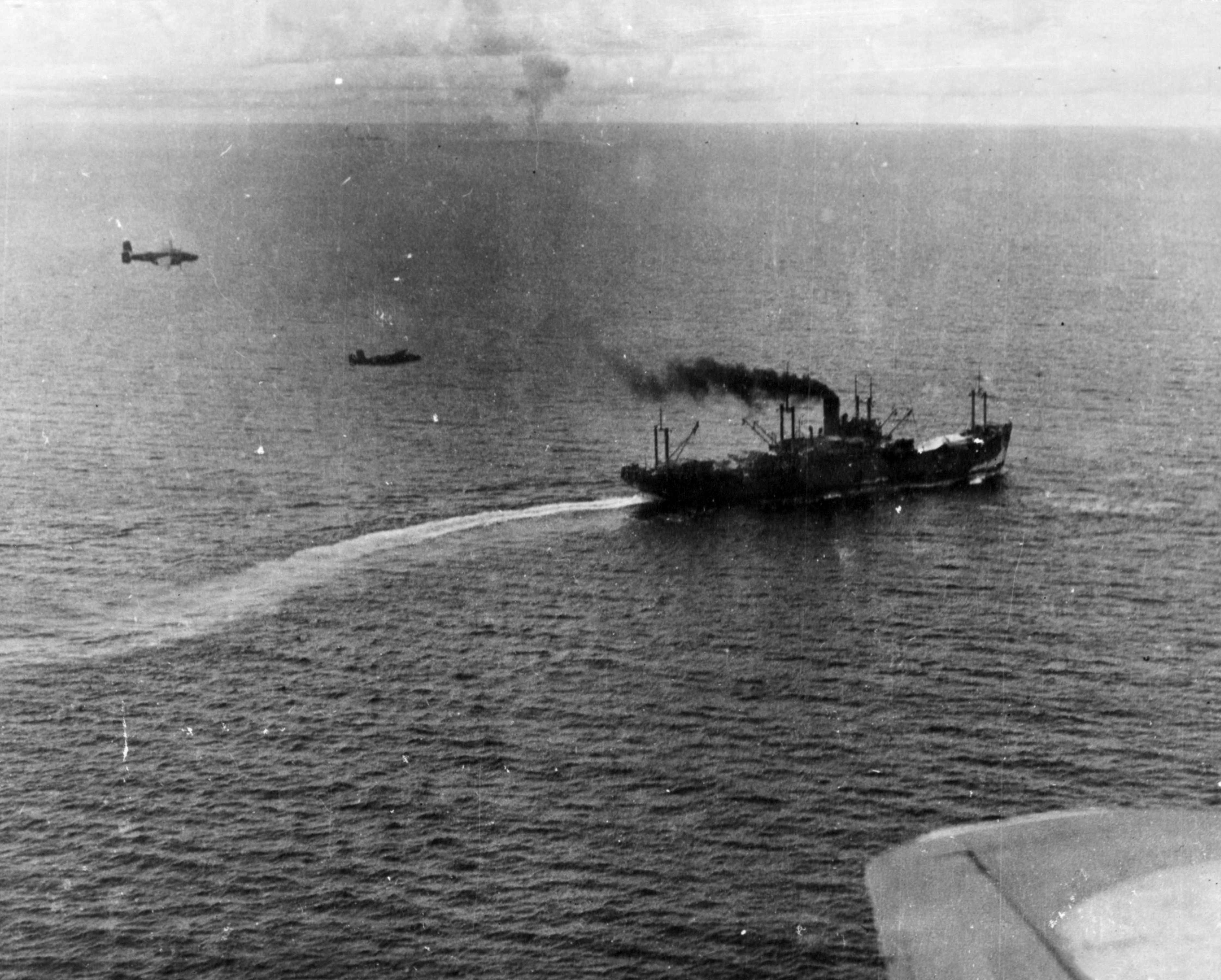
Atak na japoński statek transportowy z wojskiem

Gdy konwój zaczął okrążać półwysep Huon, stał się jeszcze łatwiejszym celem ataku. Z Port Moresby wystartowało przeciw niemu 90 alianckich samolotów, a jednocześnie 22 Bostony RAAF-u zaatakowały japońskie lotnisko, bazę samolotów myśliwskich w Lae, zmniejszając zdolności obronne konwoju. Naloty na Lae prowadzone były przez cały dzień.
O 10:00 trzynaście B-17 dotarło nad konwój i zbombardowało go ze średniej wysokości, co zmusiło statki do rozproszenia się. Wówczas na niskim pułapie nadleciało 13 Beaufighterów z 30. Dywizjonu RAAF. Lecące nisko nad wodą samoloty Japończycy wzięli za kolejny nalot torpedowych Beaufortów, więc dowódcy statków zaczęli obracać je dziobami do nadlatujących maszyn, a o to właśnie Australijczykom chodziło: Beaufightery dokonały ogromnych zniszczeń na pomostach, stanowiskach działek przeciwlotniczych i wśród załóg, ostrzeliwując jednostki ze swoich dziobowych 4 działek kalibru 20 mm i 6 karabinów maszynowych montowanych w skrzydłach.
Zaraz potem siedem mitchelli z 71. Dywizjonu USAAF zrzuciło bomby z wysokości ok. 750 m, podczas gdy sześć z 405. Dywizjonu zastosowało "bombardowanie z odbicia", nadlatując nad statki "na wysokości masztów". Czternaście B-25 wróciło tego dnia po południu i 405. Dywizjon odnotował (przy użyciu tej samej techniki) 17 trafień. Połowa nieprzyjacielskich statków była w tym momencie już zatopiona lub tonęła. Gdy Beaufighterom i B-25 skończyła się amunicja, do akcji przystąpiła grupa amerykańskich A-20 Havoc. Latające fortece z 43. Skrzydła USAAF zaliczyły kolejne 5 trafień z wysokiego pułapu.
Naloty na statki osłaniało 28 amerykańskich P-38, które strąciły 20 myśliwców japońskich przy stracie 3 własnych maszyn. Dwaj piloci amerykańscy, w tym as myśliwski Hoyt Eason, nie wrócili z akcji. Mitchelle i Bostony RAAF kontynuowały ataki aż do wieczora.
Wszystkie statki transportowe zostały zatopione w odległości ok. 100 km od portu w Finschhafen. Wraz z nimi poszły na dno niszczyciele: "Shirayuki", "Arashio" i "Tokitsukaze". Cztery niszczyciele wzięły na pokłady tylu rozbitków, ilu mogły, i pospiesznie wycofały się do Rabaulu. Piąty niszczyciel, "Asashio", został zatopiony podczas ratowania rozbitków z "Arashio".

## Rozstrzeliwanie rozbitków

Płonie zbombardowany 4 marca statek transportowy "Shin-ai Maru"

Zgodnie z rozkazem Kenneya, wydanym w związku z odnotowanym przypadkiem ostrzelania ratujących się na spadochronach członków załóg bombowców, od wieczora 3 marca aż do 5 marca alianckie patrolowce i samoloty atakowały japońskie jednostki ratunkowe, jak również rozbitków w łodziach, na tratwach, a nawet unoszących się na powierzchni w kamizelkach ratunkowych. Zasadność tego rozkazu usprawiedliwiano później tym, że uratowani wojskowi mogli w krótkim czasie ponownie wrócić do akcji. Alianccy wojskowi – pamiętając o zbrodniach dokonywanych przez Japończyków na jeńcach i ludności cywilnej we wstępnym stadium wojny – wykonywali ten rozkaz w większości bez wahania.
Los rozbitków był nie do pozazdroszczenia. W większości pozbawieni wody i pożywienia, uczepieni tonących łodzi i tratw ratunkowych lub unoszących się na wodzie kawałków drewna, padali ofiarą alianckiego ostrzału i zwabionych zapachem krwi rekinów. Umierali z głodu i pragnienia, a ich przyszłość zależała od japońskich okrętów podwodnych, które zbierały jeszcze żyjących nocami, gdy nie groził nagły atak amerykańskich lub australijskich samolotów.
Charakterystyczną wydaje się być historia porucznika Kozakiego i sierżanta Namikiego, których droga z miejsca bitwy do Rabaulu trwała równo miesiąc. Obaj stali na czele 30-osobowej grupy opiekującej się sztandarem 115. pułku ze składu 51. dywizji. Sztandar wrócił do pułku i jego nowego dowódcy, a 21 maja został wysłany – na pokładzie okrętu podwodnego – do Lae. Po wojnie obaj japońscy wojskowi stwierdzili, że ocalenie (a przeżyło zaledwie 18 ludzi) zawdzięczali pomocy Niebios i duchom poległych towarzyszy broni.

## Skutki starcia
Bitwa dla Japończyków była tragiczna w skutkach. Z 6900 żołnierzy, których tak bardzo potrzebowano na Nowej Gwinei, do Lae dotarło zaledwie 800. Muzeum Australian War Memorial podaje, że zginęło 2890 japońskich żołnierzy i marynarzy, do Rabaulu wróciło (zgodnie z raportem dowództwa 51. Dywizji) 90 oficerów i 1670 żołnierzy, z czego wynika, że los 2220 jest nadal nieznany.
"Miłościwa Opatrzność pomogła nam odnieść to wielkie zwycięstwo", oznajmił Douglas MacArthur w jednym ze swoich komunikatów. Wykorzystał tę okazję, domagając się ponownie (pierwszy raz uczynił to w lutym 1943 roku, podczas planowania operacji Cartwheel) dodatkowych pięciu dywizji i 1800 samolotów do prowadzenia dalszych działań na Nowej Gwinei.